# Элеонора
Элеоно́ра — женское  личное имя; о его происхождении существует несколько версий. Имя итал. Eleonora, возможно, происходит от др.-греч. Έλεος — «милосердие, сострадание»; в древнегреческой мифологии Элеос — персонификация милосердия. Согласно другой версии, имя Eleonora связывается с древнееврейским элинор — «Бог мой свет». По третьей версии, имя представляет собой видоизменённое в старофранцузском языке провансальское Alienor, которое, предположительно, имеет германские корни. По этой гипотезе, имя двухосновное, с первым элементом «ali» — «другой, чужой»; значение второго элемента остаётся неясным. Иногда имя переосмысливалось как производное от имени Елена.
Имя в истории связывается прежде всего с Алиенорой (Элеонорой) Аквитанской (1122—1204), герцогиней Аквитании и Гаскони — одной из богатейших и влиятельнейших женщин своего времени. В западноевропейской культуре Средневековья имя стало одним из распространённых женских имён у аристократии и закрепилось во многих европейских монархических династиях.